# FIFA 09
FIFA 09 is een voetbalsimulatiespel uit de FIFA-serie van Electronic Arts. Het spel werd ontwikkeld door EA Canada en in oktober 2008 uitgebracht voor de Xbox 360, PlayStation 3, Wii, PlayStation 2, PSP, DS, pc, mobiele telefoon en N-Gage.

## Inhoud
FIFA 09 telt 30 competities en meer dan 500 teams, waarvan 41 nationale elftallen (twee minder dan FIFA 08). De nationale teams van Nederland en België zijn ook aanwezig, ze bevatten echter alleen fictieve namen.

## Covers
Er zijn verschillende covers voor de regionale versies van FIFA 09. Allen weergeven Ronaldinho met verschillende spelers voor elke regio: de Noord-Amerikaanse versie met Guillermo Ochoa en Maurice Edu, de Britse en Australische met Wayne Rooney, de Duitse cover met Kevin Kurányi, de Italiaanse met Daniele De Rossi, de Ierse met Richard Dunne, de Tsjechische met Petr Čech en Wayne Rooney, de Franse met Franck Ribéry en Karim Benzema, de Hongaarse met Balázs Dzsudzsák; de Portugese met Ricardo Quaresma, de Spaanse met Gonzalo Higuaín en de Zwitserse met Tranquillo Barnetta. Maurice Edu tekende voor de Schotse ploeg Rangers FC, waardoor het shirt van Edu in een Amerikaans shirt diende te worden veranderd. Ronaldinho verscheen in een AC Milan-shirt, zodat er ook een clubshirt stond.

## Commentaar
- Clive Tyldesley & Andy Gray (Engels)
- Hervé Mathoux & Paul Le Guen (Frans)
- Fabio Caressa & Giuseppe Bergomi (Italiaans)
- Tom Bayer & Sebastian Hellmann (Duits)
- Manolo Lama & Paco González (Spaans)
- Youri Mulder & Evert ten Napel (Nederlands)
- Henrik Strömblad & Glenn Hysén (Zweeds)

## Soundtracks
| Artiest                     | Nummer                                                                       | Land                         |
| --------------------------- | ---------------------------------------------------------------------------- | ---------------------------- |
| The Airborne Toxic Event    | Gasoline                                                                     | Vlag van Verenigde Staten    |
| The Black Kids              | I’m Not Gonna Teach Your Boyfriend How To Dance With You (The Twelves remix) | /                            |
| The Bloody Beetroots        | Butter                                                                       | Vlag van Italië              |
| Caesar Palace               | 1ne                                                                          | Vlag van Italië              |
| Chromeo                     | Bonafied Lovin’ (Yuksek remix)                                               | /                            |
| CSS                         | Jager Yoga                                                                   | Vlag van Brazilië            |
| Curumin                     | Magrela Fever                                                                | Vlag van Brazilië            |
| Cut Copy                    | Lights & Music                                                               | Vlag van Australië           |
| Damian Marley               | Something For You (One Loaf Of Bread)                                        | Vlag van Jamaica             |
| Datarock                    | True Stories                                                                 | Vlag van Noorwegen           |
| DJ Bitman                   | Me Gustan                                                                    | Vlag van Chili               |
| Duffy                       | Mercy                                                                        | Vlag van Wales               |
| Foals                       | Olympic Airways                                                              | Vlag van Engeland            |
| The Fratellis               | Tell Me A Lie                                                                | Vlag van Schotland           |
| Gonzales                    | Working Together (Boys Noize remix)                                          | /                            |
| The Heavy                   | That Kind Of Man                                                             | Vlag van Engeland            |
| Hot Chip                    | Ready For The Floor (Soulwax remix)                                          | /                            |
| Jakobinarina                | I’m A Villain                                                                | Vlag van IJsland             |
| Junkie XL feat. Electrocute | Mad Pursuit                                                                  | /                            |
| Jupiter One                 | Platform Moon                                                                | Vlag van Verenigde Staten    |
| Kasabian                    | Fase Fuse                                                                    | Vlag van Engeland            |
| The Kissaway Trail          | 61                                                                           | Vlag van Denemarken          |
| The Kooks                   | Always Where I Need To Be                                                    | Vlag van Engeland            |
| Ladytron                    | Runaway                                                                      | Vlag van Verenigd Koninkrijk |
| Lykke Li                    | I'm good, I'm gone                                                           | Vlag van Zweden              |
| Macaco                      | Movin'                                                                       | Vlag van Spanje              |
| MGMT                        | Kids                                                                         | Vlag van Verenigde Staten    |
| My Federation               | What Gods Are These                                                          | Vlag van Engeland            |
| Najwajean                   | Drive Me                                                                     | Vlag van Spanje              |
| The Pinker Tones            | The Whistling Song                                                           | Vlag van Spanje              |
| Plastilina Mosh             | Let U Know                                                                   | Vlag van Mexico              |
| Radiopilot                  | Fahrrad                                                                      | Vlag van Duitsland           |
| Reverend And The Makers     | Open Your Window                                                             | Vlag van Engeland            |
| Sam Sparro                  | Black And Gold                                                               | Vlag van Verenigde Staten    |
| The Script                  | The End Where I Begin                                                        | Vlag van Ierland             |
| Señor Flavio                | Lo Mejor Del Mundo                                                           | Vlag van Argentinië          |
| Soprano                     | Victory                                                                      | Vlag van Frankrijk           |
| The Ting Tings              | Keep Your Head                                                               | Vlag van Engeland            |
| Tom Jones                   | Feels Like Music (Junkie XL Remix)                                           | /                            |
| Ungdomskulen                | Modern Drummer                                                               | Vlag van Noorwegen           |
| The Veronicas               | Untouched                                                                    | Vlag van Australië           |
| The Whip                    | Muzzle #1                                                                    | Vlag van Engeland            |

## Ontvangst
| Beoordeeld door   | Platform      | Datum             | Score |
| ----------------- | ------------- | ----------------- | ----- |
| 3D Juegos         | PlayStation 3 | 1 oktober 2008    | 91%   |
| ZTGameDomain      | PlayStation 3 | 2008              | 91%   |
| GamingXP          | PlayStation 3 | 23 oktober 2008   | 91%   |
| videogamer.com    | PlayStation 3 | 30 september 2008 | 90%   |
| Thunderbolt Games | Xbox 360      | 6 oktober 2008    | 90%   |
| AceGamez          | PlayStation 3 | 26 september 2008 | 90%   |
| PSX Extreme       | PlayStation 3 | 25 oktober 2008   | 89%   |
| GameFocus         | PlayStation 3 | 26 oktober 2008   | 85%   |
| Game Over Online  | PlayStation 3 | 5 januari 2009    | 85%   |
| games xtreme      | Xbox 360      | 3 november 2008   | 85%   |